# Camilla Burks
Camilla Burks (1968) è un'ex sciatrice alpina canadese.

## Biografia
La Burks vinse il titolo nazionale canadese di combinata nel 1989; non ottenne piazzamenti in Coppa del Mondo o ai Campionati mondiali e non prese parte a rassegne olimpiche.

## Palmarès

### Campionati canadesi
- 1 oro (combinata nel 1989)[senza fonte][2]